# 3 Libras
«3 Libras» (с англ. — «Три чаши весов») — песня американской рок-группы A Perfect Circle. Песня стала вторым синглом с их дебютного альбома Mer de Noms. Песня была хорошо воспринята как критиками, так и коммерческом плане, достигнув 12-го места в американских чартах Billboard Modern Rock и чартах Mainstream Rock в 2000 году.

## Предыстория
Как и во всём альбоме Mer de Noms, музыка на «3 Libras» была написана гитаристом Билли Хауэрделом, а тексты песен — вокалистом Мэйнардом Джеймсом Кинаном. Оба изначально предполагали, что композиция станет первым синглом с их дебютного альбома, до того, как руководители звукозаписывающего лейбла уговорили их использовать хард-рок-песни «Judith», который посчитали, что песня была лучшим синглом из-за того, что он меньше отличался от другой группы Кинана — Tool.
Были сделаны две официальные ремикшированные версии песни: «Feel My Ice Dub Mix» участника группы Дэнни Лонера и «All Main Courses Mix» Роберта «3D» Дель Ная из Massive Attack. Они были собраны в 2004 году на альбоме ремиксов группы aMOTION.

## Композиция
В то время как бо́льшая часть звучания Mer de Noms отождествляется с традиционной эстетикой хард-рока, звучание «3 Libras» в основном обусловлено акустической гитарой и скрипкой. Бо́льшая часть песни состоит из мелодичных, чистых гитарных тонов и мелодии скрипки, сыгранной бас-гитаристкой группы и скрипачкой Паз Леншантин. Барабанщик Джош Фриз стучит по обручу альта на каждой восьмой ноте, песня исполняется в тактовом размере 6/8. Песня заканчивается исполнением в полном составе и электрогитарами с дисторшном в конце песни, заканчивающимися мрачным гитарным аккордом.
Несколько альтернативных версий песни имеют очень разные композиции. В «Feel My Ice Dub Mix» был значительно замедлен темп и добавлены электронные ритмы и эффекты, что придало ему более трансовое звучание, когда как в «All Main Courses Mix» широко использовались радиостатические и шумовые звуковые эффекты. Во время живого исполнения, в отсутствие специального скрипача, группа обычно играла альтернативную версию песни, при этом Хауэрдел играл чистые тона электрогитары на протяжении всей песни, а вся группа поддерживала его своими соответствующими инструментами.

## Отзывы критиков
Песня была в целом хорошо принята как коммерчески, так и критиками. Песня получила значительное распространение по радио, заняв 12-е место как в чартах Billboard Modern Rock, так и в чартах Mainstream Rock. Критики высоко оценили песню. В Sputnikmusic назвали песню «одной из самых красивых песен, когда-либо выпущенных APC» и «одним из самых эмоциональных релизов с альбома». Главный редактор «Artistdirect» Рик Флорино назвал композицию одной из «20 лучших песен Мэйнарда Джеймса Кинана», назвав его «…нежным моментом тоски, заключённым в красивую, блаженную мелодию… „3 Libras“ демонстрирует огромный вокальный диапазон и способности певца». Флорино отдельно похвалил живую композицию группы, заявив, что, по его мнению, песня достигла «небесных высот», когда была исполнена группой во время их воссоединения в 2010 году.

## Список композиций
| №  | Название                                 | Длительность |
| -- | ---------------------------------------- | ------------ |
| 1. | «3 Libras»                               | 3:37         |
| 2. | «Magdalena (Live)»                       | 4:11         |
| 3. | «3 Libras (Remix)» (Ремикс Дэнни Лонера) | 4:32         |
| 4. | «Judith (Live)»                          | 5:02         |
| 5. | «3 Libras (Live)»                        | 3:54         |

| №  | Название                            | Длительность |
| -- | ----------------------------------- | ------------ |
| 1. | «3 Libras»                          | 3:37         |
| 2. | «3 Libras (All Main Courses Remix)» | 7:16         |
| 3. | «Judith (Live in Phoenix)»          | 5:02         |
| 4. | «3 Libras» (Video)                  | 3:37         |

## Позиции в чартах
| Чарт (2000—2001)                    | Высшая позиция |
| ----------------------------------- | -------------- |
| Великобритания (OCC UK Singles)     | 49             |
| США (Billboard Alternative Airplay) | 12             |
| США (Billboard Mainstream Rock)     | 12             |